# 中国化学工程集团
中国化学工程集团有限公司（英語：China National Chemical Engineering Group Corporation Ltd.，缩写：CNCEC），简称中国化学，是中华人民共和国一家主要從事建筑工程、环境治理、相关工程及工艺技术研发、勘察、设计及服务的大型中央企业。

## 历史
中国化学是国务院国有资产监督管理委员会直接管理的大型工业工程建设的央企。前身是国家重工业部于1953年成立的重工业设计院和建设公司，是中国最早开展对外工程承包的企业之一。
1984年，在国家工商行政管理局以中国化学工程总公司名义注册。
2005年更名为中国化学工程集团公司，是一支集勘察、设计、施工为一体，知识技术相对密集的国际工程建设集团。
该集团公司自1995年以来连续被美国权威刊物《工程新闻纪录》（ENR）发布为全球最大的250家承包商之一, 2015年度名列第29位。
2017年12月，完成公司制改制，更名为中国化学工程集团有限公司。

## 中国化学股份
中国化学工程股份有限公司（英語：China National Chemical Engineering Co.,Ltd），简称中国化学，是中国化学工程集团为主发起人的一家上市企业。
2008年9月，由中国化学工程集团公司作为主发起人，联合神华集团和中化集团共同发起设立中国化学工程股份有限公司。
2010年1月，中国化学在上海证券交易所上市（证券代码：上交所：601117）。
2013年公司被评为“中国主板上市公司价值百强”。
2014年7月中国化学被纳入上证公司治理板块成分股。

## 所属企业
- 中国天辰工程有限公司
- 赛鼎工程有限公司
- 东华工程科技股份有限公司
- 中国五环工程有限公司
- 华陆工程科技有限责任公司
- 中国成达工程有限公司
- 中化学土木工程有限责任公司
- 中化二建集团有限公司
- 中国化学工程第三建设有限公司
- 中国化学工程第四建设有限公司
- 中国化学工程第六建设有限公司
- 中国化学工程第七建设有限公司
- 中国化学工程第十一建设有限公司
- 中国化学工程第十三建设有限公司
- 中国化学工程第十四建设有限公司
- 中国化学工程第十六建设有限公司
- 中化工程集团财务有限公司
- 中化学科学技术研究有限公司
- 中化学装备科技集团有限公司
- 中化学华谊工程科技集团有限公司
- 中化学国际工程有限公司
- 中化学数智科技有限公司